# Landesliga Schleswig-Holstein 1949/50
Die Landesliga Schleswig-Holstein wurde zur Saison 1949/50 das dritte Mal ausgetragen und bildete bis zur Saison 1962/63 den Unterbau der erstklassigen Oberliga Nord. Wie schon im Vorjahr wurde die Landesliga mit zwölf Mannschaften ausgespielt; der Meister durfte an der Aufstiegsrunde zur erstklassigen Oberliga Nord teilnehmen, die Mannschaften auf den beiden letzten Plätzen mussten in die Bezirksliga absteigen. Vorjahresmeister Itzehoer SV konnte in dieser Spielzeit seinen Titel verteidigen und stieg als dritter der Aufstiegsrunde in die Oberliga auf.

## Saisonverlauf
Die Hinrunde wurde vom 1. FC Phönix Lübeck dominiert, der bis zum 12. Spieltag keine Niederlage hinnehmen musste und sieben Punkte Vorsprung hatte. Am 12. Spieltag gewann Phönix das Spiel gegen Gut Heil Neumünster zwar mit 4:3 – das Spiel wurde allerdings mit 0:0 und 2:0 Punkten für Gut Heil Neumünster gewertet, da Lübeck einen nicht spielberechtigten Spieler einsetzte. Am darauf folgenden Spieltag verschoss der Tabellenführer gegen Flensburg 08 drei Elfmeter und verlor das Spiel, wodurch der Vorsprung auf nur noch zwei Punkte geschmolzen war. Nach mehreren Patzern der Lübecker konnte sich der Itzehoer SV die Tabellenführung sichern und sicherte sich Platz eins am 21. Spieltag durch einen 3:1-Sieg über den Konkurrenten Phönix Lübeck.
Das Abstiegsrennen entschied sich am "grünen Tisch": Während der Polizei-SV Kiel bereits als Absteiger feststand, war eigentlich Gut Heil Neumünster sportlich abgestiegen, bis dieser die Punkte aus dem Spiel gegen Phönix Lübeck zugesprochen bekam. Auch ein bereits angesetztes Wiederholungsspiel zwischen dem FC Union Neumünster und Flensburg 08 wurde wieder abgesetzt, so dass statt Gut Heil Neumünster der Lokalrivale Union den elften Platz belegte. Der Vorjahres-Vizemeister Eutin 08 enttäuschte in dieser Spielzeit und schaffte den Klassenerhalt erst drei Spieltage vor Schluss.

### Tabelle
| Pl. | Verein                  | Sp. | S  | U | N  | Tore    | Quote | Punkte |
| --- | ----------------------- | --- | -- | - | -- | ------- | ----- | ------ |
| 1.  | Itzehoer SV (M)         | 22  | 16 | 2 | 4  | 059:340 | 1,74  | 34:10  |
| 2.  | LBV Phönix              | 22  | 13 | 2 | 7  | 062:380 | 1,63  | 28:16  |
| 3.  | Heider SV (N)           | 22  | 11 | 5 | 6  | 048:360 | 1,33  | 27:17  |
| 4.  | Fortuna Glückstadt      | 22  | 11 | 5 | 6  | 048:450 | 1,07  | 27:17  |
| 5.  | FC Kilia Kiel           | 22  | 10 | 4 | 8  | 046:400 | 1,15  | 24:20  |
| 6.  | Eckernförder SV         | 22  | 9  | 5 | 8  | 037:400 | 0,93  | 23:21  |
| 7.  | Flensburg 08            | 22  | 9  | 2 | 11 | 040:420 | 0,95  | 20:24  |
| 8.  | Eutin 08                | 22  | 7  | 4 | 11 | 045:550 | 0,82  | 18:26  |
| 9.  | Husumer FV 1918         | 22  | 6  | 5 | 11 | 041:520 | 0,79  | 17:27  |
| 10. | Gut-Heil Neumünster (N) | 21  | 6  | 4 | 11 | 042:560 | 0,75  | 16:26  |
| 11. | FC Union Neumünster     | 22  | 5  | 6 | 11 | 041:490 | 0,84  | 16:28  |
| 12. | Polizei SV Kiel         | 22  | 4  | 4 | 14 | 037:590 | 0,63  | 12:32  |

| (M) | Landesligameister Schleswig-Holstein 1948/49 |
| (N) | Aufsteiger in die Landesliga 1948/49         |

## Aufstiegsrunde zur Landesliga
In der Aufstiegsrunde zur Landesliga trafen die vier Bezirksligameister aufeinander. Während Schleswig 06 bereits vor dem letzten Spieltag am 25. Juni 1950 hatten, kämpften der TSV Neustadt, der TSV Brunsbüttelkoog und der VfR Neumünster noch um den Aufstieg. Da Neumünster sein Heimspiel gegen Neustadt verlor und Brunsbüttelkoog gegen Schleswig gewann, schafften Neustadt und Brunsbüttelkoog den Aufstieg.
| Pl. | Verein                  | Sp. | S | U | N | Tore    | Punkte |
| --- | ----------------------- | --- | - | - | - | ------- | ------ |
| 1.  | TSV Neustadt            | 6   | 3 | 2 | 1 | 019:110 | 08:40  |
| 2.  | TSV Brunsbüttelkoog (A) | 6   | 3 | 1 | 2 | 011:110 | 07:50  |
| 3.  | VfR Neumünster          | 6   | 2 | 2 | 2 | 014:110 | 06:60  |
| 4.  | Schleswig 06            | 6   | 1 | 1 | 4 | 009:200 | 03:90  |

| (A) | Absteiger aus der Landesliga Schleswig-Holstein 1948/49 |